# Nineta dolichoptera
Nineta dolichoptera är en insektsart som först beskrevs av Navás 1910.  Nineta dolichoptera ingår i släktet Nineta och familjen guldögonsländor. Inga underarter finns listade i Catalogue of Life.